# Dominik Alojzy Magnuszewski
Dominik Alojzy Gonzaga Magnuszewski herbu Ogończyk (ur. 21 czerwca 1809 w Warszawie, zm. 27 lutego 1845 w Gwoźdźcu) – polski dramatopisarz, poeta, prozaik.

## Życiorys
Pochodził z rodziny szlacheckiej. Ojciec Hiacynt Magnuszewski posiadał wieś Ustanów pod Piasecznem, matką była Marianna z Borakowskich. Był wnukiem sędziego Dominika Marcelego Borakowskiego. Wcześnie osierocony przez matkę, zamieszkał wraz z ojcem i trójką rodzeństwa w Warszawie u dziadka, sędziego Borakowskiego.
W czasie nauki w Liceum Warszawskiem i na Wydziale Prawa na Królewskim Uniwersytecie Warszawskim przyjaźnił się z Chopinem, Krasińskim, Gaszyńskim i Henrykiem Cieszkowskim.
Uczestniczył w powstaniu listopadowym w stopniu podporucznika. Po kapitulacji przekroczył granicę Prus z korpusem gen. Rybińskiego.
Następnie osiadł we Lwowie, gdzie należał do grupy literackiej „Ziewonia”. Pisał w „Dzienniku Mód Paryskich” i w „Tygodniku Literackim”. Zmarł w wieku 35 lat w Gwoźdźcu na Pokuciu.
Siostra Anna (1811–1899) wyszła za znanego literata warszawskiego Kazimierza Władysława Wóycickiego.

## Twórczość
Magnuszewski debiutował w komedią Stary kawaler, wystawioną w Warszawie w 1828.
Ideą historiozoficzną Magnuszewskiego było przekonanie o walce w historii Polski sprzecznych sił – ducha narodowego i cudzoziemszczyzny, w których to zmaganiach rodzimość i polska racja stanu przegrywały. Ideę taką przedstawił m.in. w opowiadaniu Zemsta panny Urszuli (1839) oraz cyklu Niewiasta polska w trzech wiekach (1843), zwłaszcza opowiadaniach Krwawy chrzest (czasy Bolesława Śmiałego) i Posiedzenie Bacciarellego malarza (schyłek Rzeczypospolitej). W prozie wypracował oryginalną formę narracji, zbliżoną do prozy poetyckiej, często zrytmizowaną, z kunsztowną składnią.
Ważnym dziełem Magnuszewskiego był dramat Radziejowscy (powst. 1832), poświęcony Hieronimowi Radziejowskiemu oraz czasom Jana Kazimierza. W dramacie dwór królewski jawi się jako miejsce intryg, wpływów zgubnych obcych idei i wypierania rodzimych zasad. Podobne poglądy Magnuszewski zawarł w dramacie Barbara jeszcze Gasztołdowa żona (1843, jedyny wydany za życia). Młody Zygmunt August przedstawiony jest jako człowiek poddany wpływom Bony, ambitnej matki pochodzącej z Włoch, oraz kochanek, nietroszczący się o losy kraju, na którego czele ma stanąć. Miłość do Barbary Radziwiłłówny staje się starciem racji narodowych i wpływów obcych. Dlatego Bona usuwa rywalkę przy pomocy trucizny.
Twórczość Magnuszewskiego była bliska romantycznemu ekspresjonizmowi. Stosunek do historii pokrewny był podejściu Wiktora Hugo. Dramat idei swobodnie łączył z obyczajowym studium epoki, epickość z liryzmem, stosował jaskrawe efekty (np. scena miłosna przy łóżku umierającego Gasztołda w Barbarze...).

### Dzieła
- 1828 – Stary kawaler
- 1830 – Dzień 29 listopada
- 1832 – Radziejowscy
- 1838 – Mistrz
- 1838 – Uwagi nad dramatem polskim (artykuł)
- 1839 – Zemsta panny Urszuli
- Posiedzenie Bacciarallego
- Krwawy chrzest
- 1841 – Rozbójnik salonowy[2]
- 1843 – Niewiasta polska w trzech wiekach[3]
- 1843 – Barbara, jeszcze Gasztołdowa
- 1857 i 1877 – Dzieła (pośmiertnie)[4]